# Säter, Norrköpings kommun
Säter är en mindre ort utanför Kvarsebo i Norrköpings kommun. Den präglas främst av sommarstugebebyggelse för norrköpingsbor vid Säters färjeläge på norra sidan av Bråviken, med bilfärja över till Skenäs på Vikbolandet.

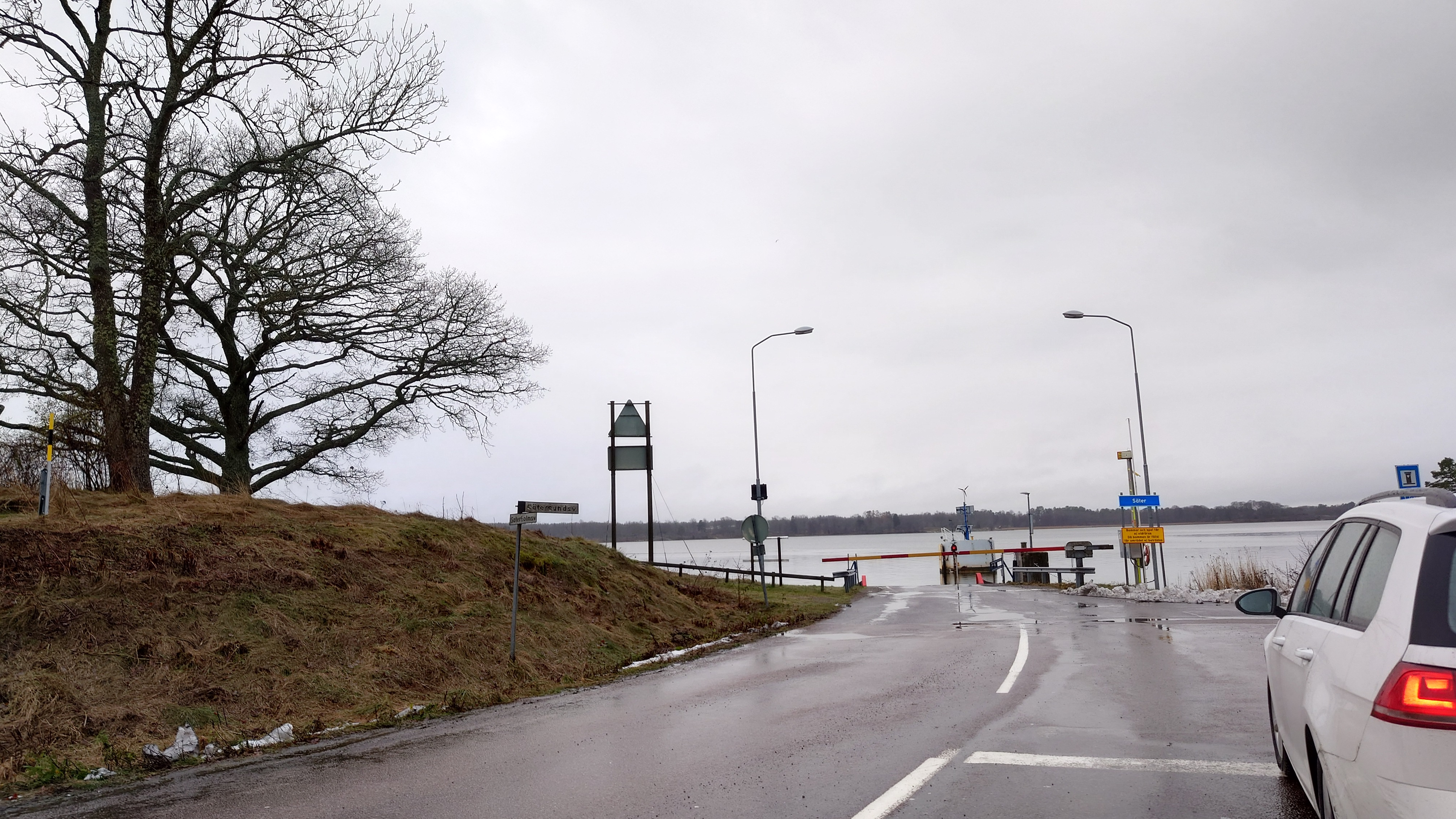
Färjeförbindelsen Skenäsleden

Kända sommargäster i Säter var bröderna Ture, Birger och Einar Nerman, som vistades där som barn somrarna 1902–1908. Ture Nerman har skrivit om det behagliga livet i Säter sin bok Allt var ungt. En annan känd sommargäst var Pentti Saarikoski, som vistades där som barn under krigssomrarna på 1940-talet i Säter.
Säter är dessutom en av Östergötlands äldsta boplatser. På nivåer mellan 23 och 30 meter över Bråviken, i Kolmårdsbranten, ligger minst 4–5 skilda gropkeramiska boplatser från stenåldern. Dessa har varit fyndrika, och bland annat har tusentals keramikfragment tagits till vara.